# Hertog (ijs)
Hertog is een merknaam van roomijs.
De grondlegger van Hertog ijs is Willem den Hertog. Hij begon op 15-jarige leeftijd bij een kaashandel in Boskoop. Later werd hij kaas- en eierenhandelaar in Dirksland. Kwaliteit was voor hem belangrijk. Er gaan verhalen dat hij samen met zijn gezin de eieren oppoetste die hij de volgende dag zou verkopen.
Door de warme zomer van 1976 bleef zijn verkoop van eieren en kaas achter vergeleken bij voorgaande jaren. Om de omzet op peil te houden is hij ijs gaan verkopen. Het zelfgemaakte ijs verkocht hij huis aan huis in literbakken. Door het grote succes hiervan, startte hij in 1987 een ijsfabriek in Melissant. Van daaruit verkocht hij het ijs via 400 delicatessenzaken door heel Nederland. Deze onderneming groeide uit tot ongeveer 60 werknemers en kwam in 1991 in handen van Wessanen.
Hertog is in 1996 opgekocht door Unilever (eigenaar van onder andere Iglo-Ola), met het doel het product en de merknaam commercieel in te zetten. Het personeel protesteerde wat zich uitte in een vergeefse staking op 2 april 1996. De fabriek is na de overname gesloten. Hertog-ijs werd hierna gemaakt in de voormalige ijsfabriek van Caraco in Hellendoorn, een merk dat eveneens door Unilever is overgenomen. In deze fabriek wordt ook ijs onder de merknamen Ola en (onder licentie) Ben & Jerry's gemaakt. Anno 2012 produceert Unilever zowel Hertog als Ola-ijs op een productielocatie in Gloucester.